# Divina Maloum
Divina Maloum (3 januari 2003) is een Kameroense activiste. Op 20 november 2019 kreeg Divina Maloum samen met Greta Thunberg de Internationale Kindervredesprijs.
In 2014 was Maloum getuige van de impact van radicalisering en gewelddadig extremisme op kinderen toen zij op bezoek was bij familie in het noorden van Kameroen. Getroffen door de lokale exploitatie en misbruik van kinderen startte Maloum de campagne “Ik sta op voor vrede” om het verhaal van het noorden te verspreiden.
Daarna richtte ze op 11-jarige leeftijd in Kameroen de organisatie Children for Peace (C4P) op, een jongerenbeweging van ruim 100 actieve, jonge leden in tien Kameroense regio’s die zich inzetten voor slachtoffers van uitbuiting, kindbruiden en kindsoldaten.
Zij zet kindparticipatie in om het opbouwen van vrede en duurzame ontwikkeling te stimuleren. Maloum wil vrede brengen door peer education. Zij doet dit door cartoons, gebaseerd op ervaringen van slachtoffers, te tekenen en daarmee lessen voor zoveel mogelijk kinderen te organiseren.
In 2019 kondigde de Zuid-Afrikaanse aartsbisschop Desmond Tutu aan dat Divina Maloum en Greta Thunberg samen de winnaars waren van de jaarlijkse Internationale Kindervredesprijs. De Expertcommissie van KidsRights selecteerden hun uit 137 kandidaten uit 56 landen. Op 20 november 2019 mochten ze in Den Haag de prijs in ontvangst nemen uit de handen van Nobelprijs voor de Vrede-winnaar Kailash Satyarthi uit India. 